# Åke Bendix
Åke Lars-Anders Bendix, född 17 juli 1936 i Varberg, död 16 juli 2023 i Varbergs distrikt, var en svensk direktör, kommunalpolitiker (folkpartist) och kyrkopolitiker.
Bendix avlade realexamen 1953. Han genomgick Holmqvists handelsinstitut i Göteborg 1953–1954, sågverksskolan i Härnösand 1955 och anställdes vid Warbergs Trävaruexport AB i Varberg 1956, där han blev disponent 1967 och VD och huvudägare 1974. Han blev president i Varbergs juniorhandelskammare 1965 och senator i JC 1973.
Åke Bendix var ordförande för Folkpartiet Liberalerna i Varberg 1971–2000 och blev hedersordförande 2000. Som kommunalpolitiker var ledamot av kommunfullmäktige i Varbergs kommun 1977–2002, fullmäktiges andre vice ordförande 1986–2002, ledamot av kommunstyrelsen 1982–2002 och i dess arbetsutskott 1989–1994. Han var också Folkpartiet Liberalernas gruppledare i kommunfullmäktige 1994–2002. Han satt i byggnadsnämnden 1995–1998. Han blev huvudman i Varbergs Sparbank 1975. Han var borgerlig vigselförrättare 1986–1999. Bendix var också kyrkopolitiskt engagerad, och var ledamot av kyrkofullmäktige i Varberg 1967–2005. Han var ersättare i stiftsfullmäktie i Göteborgs stift 1992–1999, ledamot och andre vice ordförande 1999–2001, samt folkpartisternas gruppledare i stiftsfullmäktige 2001–2005. Han var ersättare i Kyrkomötet 1992–1998, ledamot 1998–2005, ledamot i kulturutskottet 1998–1999, i kyrkolivsutskottet 2000–2001 och i ekonomi- och egendomsutskottet 2002–2005.
Åke Bendix blev ordförande i Föreningen Varbergs museum 1994 och ledamot i styrelsen och arbetsutskottet för Stiftelsen Hallands länsmuseer samma år. Han har också varit styrelseledamot i Ideella föreningen Länsmuseet Varberg. Han blev vice ordförande för Folkrörelsernas arkiv i Norra Halland 1994. Bendix var ordförande i Varbergs föreläsningsförening 1977–1997 och blev hedersordförande 1997.
Han blev ordförande i Varbergs Fastighetsägareförening 1996, var ordförande i Trygg-Stiftelsens fullmäktigeråd i region Göteborg 1992–2002 och blev sedan ledamot 2003. Han satt i fullmäktige för Trygg-Hansa Liv 1992–1997 och blev vice ordförande i SOS Alarm i Halland 1992. Bendix är medlem i Odd Fellow Orden sedan 1963 och blev veteran 1988, samt blev hedersmedlem i Varberg–Getakärrs Rotaryklubb 1992. Han mottog H.M. Konungens medalj 1996, Hallands Nyheters kulturstipendium 1997, Varbergs kommuns hedersplakett samma år och Karl Staaf-plaketten 2003.